# وویچیخ متسفالدوفسکی
وویچیخ متسفالدوفسکی (لهستانی: Wojciech Mecwaldowski؛ ‏ [ˈvɔi̯t͡ɕɛx]؛ ‏ زادهٔ ۵ آوریل ۱۹۸۰) بازیگر و صداپیشه اهل لهستان است.
از فیلم‌ها یا مجموعه‌های تلویزیونی که وی در آن‌ها نقش داشته‌است، می‌توان به خانواده کوالسکی در برابر خانواده کوالسکی، دختری از پستو، نیمه سوم، فرصت دوباره، هانس کلوس، قماری بالاتر از زندگی، تستوسترون، شر کمتر، گوش آقای رئیس، کلانگور، فرابنفش، ۱۱ دقیقه، هیچ‌کس امشب در جنگل نمی‌خوابد، دوستان، قرارداد، قانون حقیقی، دوران افتخار، پزشکان، روز محاصره: ۱۱ سپتامبر ۱۶۸۳، دهن‌به‌دهن، ۳۹ و نیم، پدر متیو، پرستار کودک، عشق اول، کارآگاهان جنایی و طایفه اشاره نمود.